# Троян (мифология)
Троя́н — в южнославянском фольклоре демонический персонаж, иногда триглавый; в древнерусской книжной традиции божество, включая «Слово о полку Игореве». Персонаж предположительно восходит к историческому римскому императору Траяну (98—117). По другому предположению представление о «веках Трояна» из «Слова о полку Игореве» сложилось под влиянием эпоса о Троянской войне.

## В балканском фольклоре
Образ римского императора Траяна, претерпев значительную мифологизацию, занял заметное место в балканском фольклоре (аналогично императору Диоклетиану, ставшему Дукляном).
В южнославянском фольклоре Троян предстаёт демоническим персонажем, царём, обладающим козлиными ушами и ногами, иногда трёхглавым.
Известен сюжет сербской сказки, в которой одна голова Трояна пожирает людей, другая — скот, третья — рыбу. Таким образом, его жертвами становятся представители трёх царств, уровней мира, что, предположительно, символизирует его связь с этими уровнями. Близки функции балтийско-славянского Триглава. Троян путешествует по ночам, потому что боится солнечного света. В античной (Геката, Гермес Трисмегист) и кельтской мифологиях также имеется связь триглавых (трёхликих) божеств с ночью и преисподней.
В сербском фольклоре известен царь Троян, выступающий в качестве ночного демона. Он приходит к своей возлюбленной по ночам и покидает её, когда кони съедают весь корм, а петухи поют на рассвете. Брат возлюбленной Трояна насыпает коням вместо овса песка и вырывает петухам языки. В результате демон задерживается до рассвета и, когда он отправляется в обратный путь, его растапливают солнечные лучи.

## На Руси
Обычно считается, что Троян был заимствован в древнерусскую книжность из южнославянского фольклора (в силу балканских корней славянской книжности).
На Руси Троян фигурирует в апокрифическом «Хождении Богородицы по мукам» XII века, где наряду с Хорсом, Велесом (Волосом) и Перуном отнесён к числу восточнославянских богов.
Троян упоминается в «Слове о полку Игореве»: мифический певец Боян получает поэтическое вдохновение, «рыща по Тропе Трояна»; Русская земля именуется «землёй Трояней», в эту землю вступила «дева обида», вставшая «в силах Дажьбожья внука» — предположительно, среди русского народа. Троян здесь связывается как с мифологией пространства, так и с мифологией времени: «века Трояна» означают языческую эпоху и времена первых русских князей-героев; седьмой (последний) века Трояна относится к правлению Всеслава Брячиславича (XI век), последнего мифологизированного князя, который представлялся оборотнем. В Екатерининской копии «Слова о полку Игореве» вместо «На седьмом вѣцѣ Трояни», как в первом издании, читается «На седьмом вѣцѣ Зояни». Р. О. Якобсон предположил, что в оригинале стояло «з Трояни», где буква з, называющаяся «земля», стояла вместо этого слова, чему есть другие примеры в древнерусских рукописях, то есть читать надо «земли Трояни».
В одном из эвгемерических пассажей XVI века языческий бог Троян прямо выводится от римского императора Траяна:

И да быша разумѣли мнозии человѣци, и въ прѣлъсть велику не внидут, мняще богы многы: Перуна и Хорса, Дыя и Трояна и инии мнози, ибо яко то человѣци были сут старѣишины: Перунь въ елинѣх, а Хорсь въ Кѵпрѣ, Троянь бяше царь в Римѣ.
«Слово о полку Игореве» имеет параллели «отреченной книжности» XVII—XVIII веков. В заговоре из Великоустюжского сборника XVII века присутствует следующий мотив: «Здуни же, Боже, с небесь ветри своим Святым Духом за святое море Окиян, ко царю ко Трояну». А. А. Турилов и А. В. Чернецов писали, что имя императора Траяна стало популярно на Руси в XVII веке в связи с тем, что
из памятников славянской книжности было заимствовано в Синодик. Согласно «Слову о полку Игореве» «земля Трояня» находится у синего моря, а «ветри, Стрибожи внуци, веют с моря стрелами на храбрыя пълкы Игоревы».

## Историография
Ряд исследователей считает, что Троян — мифологизированный образ римского императора Марка Ульпия Траяна, воевавшего на Балканах. В Дакии остались носящие его имя Траяновы валы. Некоторые исследователи отождествляют «тропу Трояна» из «Слова о полку Игореве» с памятником, трофеем Траяна в Добрудже
А. Н. Веселовский и Р. О. Якобсон связывали имя Трояна с Троей и славянскими версиями античных легенд о Троянской войне — «Троянских деяний» Диктиса и Дарета. Многие средневековые книжники считали свои народы потомками троянцев, не были исключением и славяне.
«Седьмой век» в понимании Якобсона, который иначе членит текст, не связан с Всеславом, а означает седьмое тысячелетие (древнерусское значение слова) от сотворения мира, с седьмым столетием которого, начавшимся в 1092 году, связывались эсхатологические ожидания, и когда кочевники начали вторгаться на Русь («землю Трояню»).